# Municipio de Tula (Tamaulipas)
El municipio de Tula es uno de los 43 municipios en que se encuentra dividido el estado de Tamaulipas en el Noreste de México. Colinda al norte con los municipios de Bustamante, Palmillas y Jaumave, al este con los municipios de Jaumave y Ocampo y al sur y oeste con el estado de San Luis Potosí, en particular con el municipio de Guadalcázar.
El municipio de Tula está integrado por 102 localidades distribuidas en 8 pequeñas regiones, de las cuales las más importantes son: la ciudad de Ciudad Tula, que es la cabecera de este municipio, Lázaro Cárdenas, Mamaleón, La Tapona, Miguel Hidalgo, Magdaleno Cedillo, Santa Ana de Nahola, Congregación Cieneguilla y Colonia Agraria Cruces. La cabecera municipal cuenta con 17 barrios destacando entre los más antiguos el Divisadero, Las Piedras, El Jicote y La Pila. Su ubicación es a 22°59 de latitud norte y a los 99°43 de longitud oeste, a una altitud de 1175 metros sobre el nivel del mar.

## Historia
La ciudad fue fundada el 22 de julio de 1617 por el fraile franciscano Juan Bautista de Mollinedo por lo cual usualmente es considerada la ciudad más antigua del estado de Tamaulipas. En la década de 1760 se incorporó al gobierno del Nuevo Santander. Le fue otorgada la categoría de ciudad en 1835. Durante un breve período, de diciembre de 1846 a febrero de 1847, fue sede de la capital del estado. Es cabecera del municipio de Tula.
Cabe destacar, entre otras cosas, las artesanías de la región (la cuera, vestimenta típica de Tamaulipas, es originaria de Tula), la arquitectura del periodo del porfiriato, y el saludable clima de la región, siendo Tula un límite natural de dos ecosistemas. En esta ciudad nació doña Carmen Romero Rubio quien fuera la segunda esposa de don Porfirio Díaz y primera dama de México.

## Localidades
Las principales localidades son:
| Localidad                      | Población |
| Total del municipio            | 29 560    |
| Ciudad Tula                    | 10,043    |
| Magdaleno Cedillo (El Coronel) | 1,249     |
| Lázaro Cárdenas (Cerro Gordo)  | 1,075     |
| Santa Ana de Nahola            | 894       |
| Tanque Blanco                  | 628       |
| Salitrillo                     | 553       |
| San Rafael                     | 508       |
| La Tapona                      | 467       |

## Turismo
Algunos lugares de interés en el municipio son: el Cuizillo, que es una pirámide prehispánica considerada única en su tipo y la más grande de Tamaulipas; y la Laguna, que es una zona de entretenimiento para los habitantes de la región.

## Política

### Representación legislativa
Para la elección de Diputados federales y locales, el municipio de Tula se encuentra dividido de la siguiente manera:
Local:
- XVI Distrito Electoral Local de Tamaulipas: Comprende los municipios de Jaumave, Palmillas, Tula, Miquihuana, Ocampo, Gómez Farias, Xicotencatl, Villa de Casas y Zona Rural del municipio de Victoria.
- VI Distrito Electoral Federal de Tamaulipas con cabecera en Ciudad Mante

### Presidentes Municipales
- (1955 - 1957): Juan Posadas Iracheta
- (1984 - 1986): Armando Leos Morales
- (1987 - ): José Cruz Vázquez
- (1987 - 1989): Eugenio Sáenz Zúñiga
- (1990 - 1992): Antonio Maldonado García
- (1993 - 1995): Guadalupe Govea Espinoza
- (1996 - 1998): Rodolfo Lara Castillo
- (1999 - 2001): Rigoberto García Vázquez
- (2002 - 2004): Juan Andrés Díaz Cruz
- (2005 - 2007): Cruz Walle Meza
- (2008 - 2010): Saúl Muñoz Vallejo
- (2011 - 2013): René Lara Cisneros
- (2013 - 2016): Juan Andrés Díaz Cruz
- (2016 - 2018): Antonio Leija Villareal
- (2018 - 2021): Lenin Vladimir Coronado Posadas
- (2021 - 2024): Antonio Leija Villareal
- (2024 - 2027): René Lara Cisneros